# مارتین اسمیت (بازیکن فوتبال، زاده ۱۹۷۴)
مارتین اسمیت (انگلیسی: Martin Smith؛ زادهٔ ۱۳ نوامبر ۱۹۷۴) بازیکن فوتبال در پست مهاجم اهل انگلستان است.

## باشگاهی
از باشگاه‌هایی که در آن بازی کرده‌است می‌توان به باشگاه فوتبال بلیث اسپارتانس، باشگاه فوتبال نورث‌همپتون تاون، باشگاه فوتبال ساندرلند، باشگاه فوتبال شفیلد یونایتد، باشگاه فوتبال هادرزفیلد تاون اشاره کرد.

## تیم ملی
وی همچنین در تیم ملی فوتبال زیر ۲۱ سال انگلستان بازی کرده‌است.